# Nea Kameni
Nea Kameni (griechisch Νέα Καμένη (f. sg.) ‚neue Verbrannte‘) ist eine unbewohnte griechische Vulkaninsel in der südlichen Ägäis, die administrativ zur Gemeinde Thira innerhalb der Region Südliche Ägäis (Περιφέρεια Νότιου Αιγαίου) gehört. Die Insel liegt in der Caldera von Santorin, etwa 1430 Meter westlich der Hauptinsel Thira. Ungefähr 280 Meter südwestlich von Nea Kameni befindet sich die ältere Nachbarinsel Palea Kameni.
Nea Kameni ist fast rund und hat bei einer Fläche von 3,338 km² einen Durchmesser von etwa 2 Kilometern. Die fast vegetationslose Insel wird in der Saison täglich von zahlreichen Touristenbooten angefahren. Die Besucher besteigen den 127 Meter hoch gelegenen Vulkankrater, aus dem ständig schwefelhaltiger Rauch aufsteigt, der die Umgebung in eine „gelbe Wüste“ verwandelt.

## Entstehungsgeschichte
Nach dem Zusammenbruch des Vulkans von Thera infolge der minoischen Eruption in der zweiten Hälfte des 17. Jahrhunderts v. Chr. füllte sich die Caldera zwischen Thira, Thirasia und Aspronisi mit Meerwasser. Erst um das Jahr 197 v. Chr., der Herrscherzeit Philipps V. von Makedonien, ist eine erste, dem großen Ausbruch folgende überseeische Aktivität des Vulkans bekannt (nach Phyllis Young Forsyth 198/97, nach Emanuela Guidoboni u. a. 199/98 v. Chr.). Es entstand die Insel Hiera oder Iera (Ἱέϱα ‚die Heilige‘), auch Automate (Αὐτομάτη ‚die von selbst entstandene‘) genannt, von der Strabon berichtete, sie hätte einen Umfang von 12 Stadien (ca. 2,2 km) gehabt. Die Rhodier errichteten auf ihr einen Tempel des Poseidon Asphalios. Hiera lag ungefähr auf der Höhe der Nordostecke der heutigen Insel Nea Kameni, versank jedoch wieder und bildete lange Zeit ein Felsenriff (neugriechische Bezeichnung Ύφαλος Μπάγκος Ifalos Bankos).

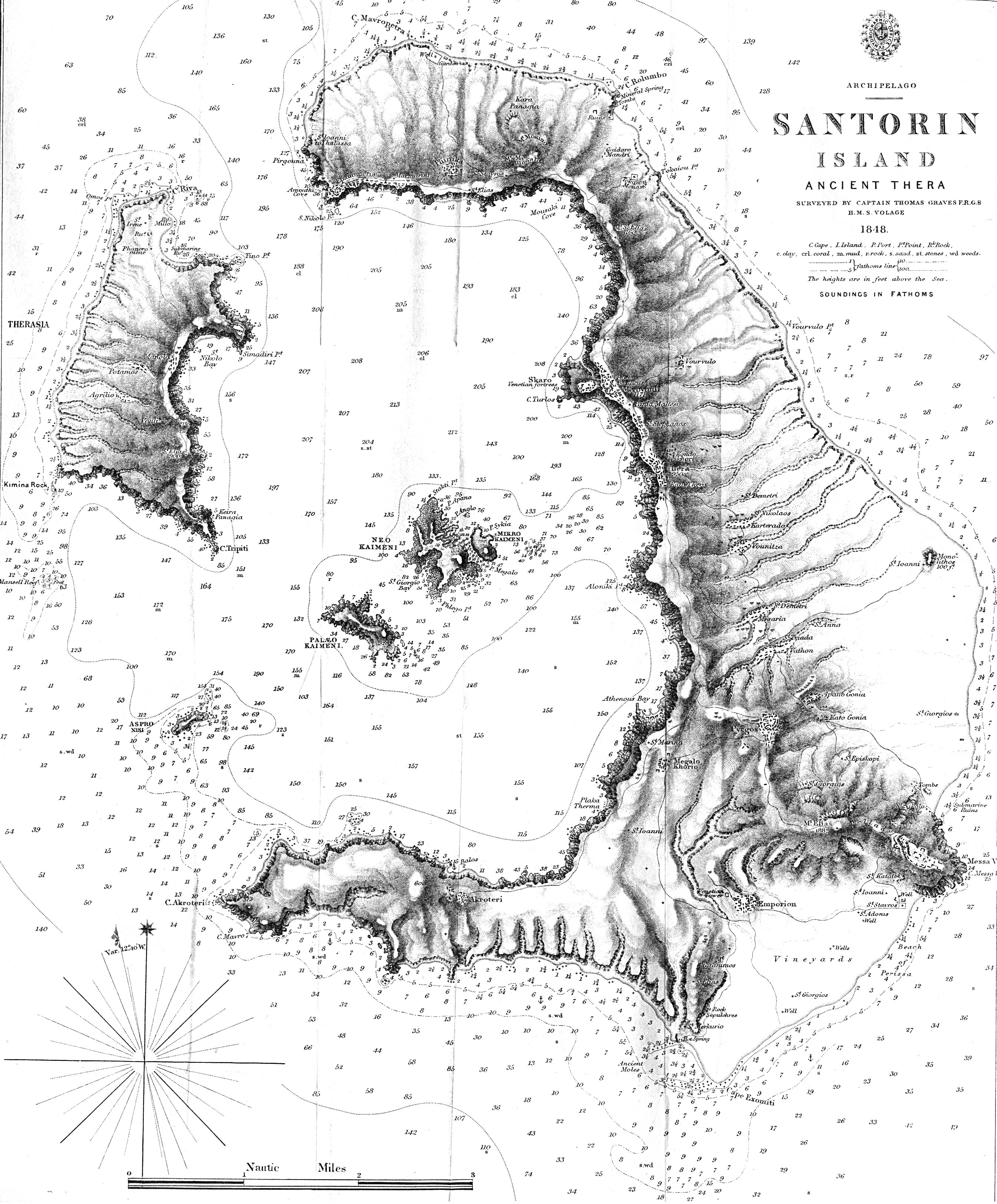
Santorin 1848 mit Palea-, Mikri- und Nea Kameni

In den Jahren 46 und 47 n. Chr. wurde der Vulkan erneut aktiv und bildete die Insel Theia oder Thia (Θεία ‚die Göttliche‘), heute der Hauptteil von Palea Kameni (Παλαιά Καμένη ‚alte Verbrannte‘). Im Sommer 726 kam es zu einem submarinen, explosiven Ausbruch östlich von Palea Kameni. Augenzeugen berichteten, dass das Meer in der Caldera zu kochen begann, bis dichter Rauch aufstieg. Anschließend wurden große Bimsstein-Blöcke in solcher Menge ausgeschleudert, dass sie das Meer auf einer enormen Fläche bedeckten und die mehr als 400 Kilometer entfernten Küsten von Makedonien und Kleinasien erreichten. Der Ausbruch ging mit einer effusiven Eruption zu Ende, der die Insel Palea Kameni um den Lavastrom von Agios Nikolaos (Άγιος Νικόλαος) im Norden erweiterte. 
Von 1570 bis 1573 entstand die Insel Mikri Kameni ( ‚kleine Verbrannte‘), die heute ein Bestandteil von Nea Kameni ist. Dieser älteste Teil von Nea Kameni liegt im Norden der Insel, am Südrand der Erinia-Bucht (Ερινιά), an der die Ausflugsschiffe die Vulkaninsel anlaufen. 1707 bis 1711 sind die eigentlichen Geburtsjahre von Nea Kameni. Unmittelbar südwestlich von Mikri Kameni bildete sich eine Vulkaninsel, etwa in der Größe von Palea Kameni, die heute den Nordwestteil von Nea Kameni ausmacht. Zu Mikri Kameni gab es jedoch noch keine Landverbindung. Der Ausbruch erfolgte oberhalb der Vulkano-Bucht (Όρμος Βουλκάνου) und ergoss sich nach Nordwesten und Westen.

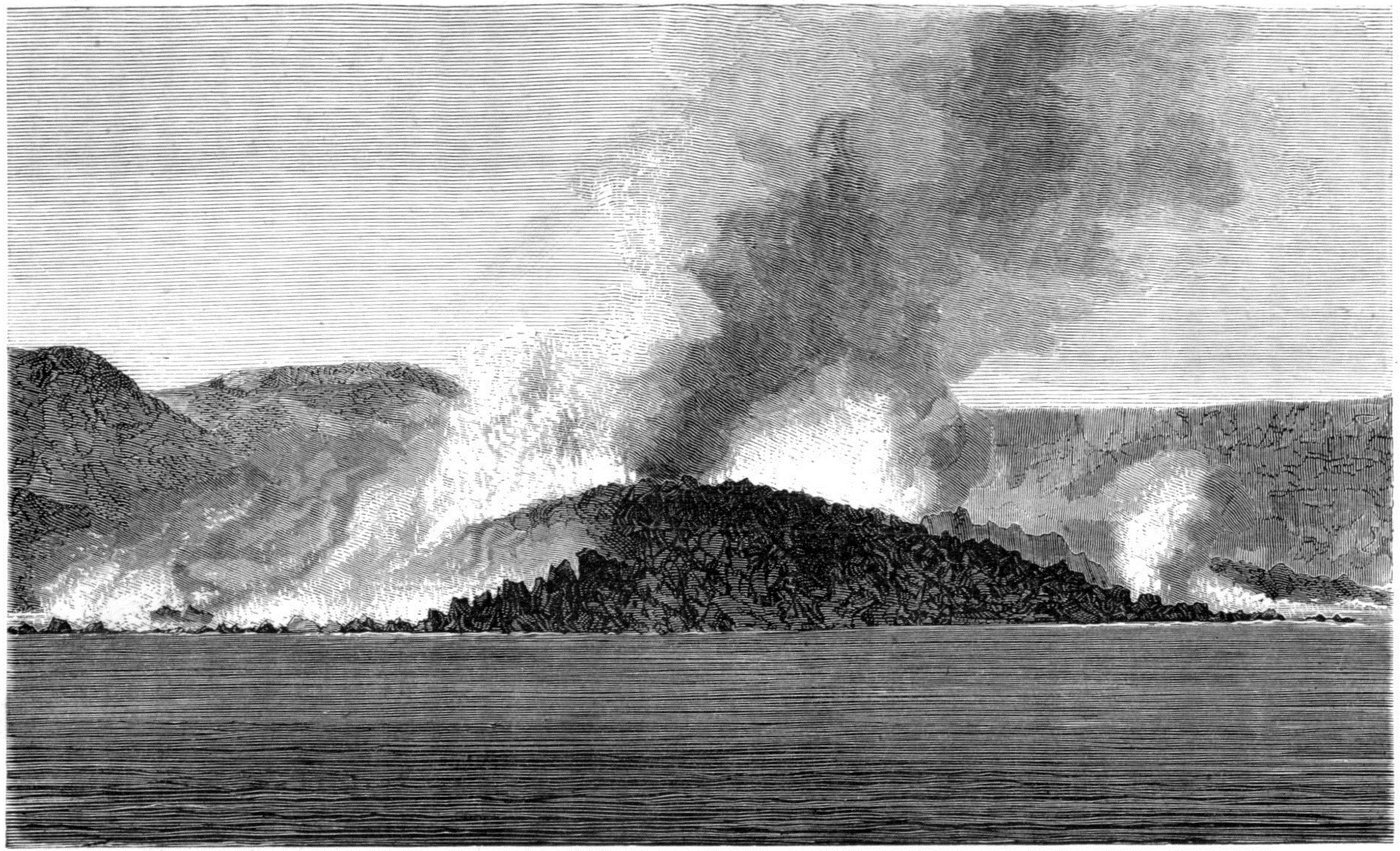
Vulkanische Aktivität auf Nea Kameni im 19. Jahrhundert

1866 bis 1870 erweiterte ein von der Vulkano-Bucht ausgehender Ausbruch die Insel Nea Kameni beträchtlich nach Südosten und Südwesten durch die Lavaströme Georgios (Λάβες Γεώργιου) und Afroessa (Λάβες Αφρόεσσας). Gleichzeitig bildeten sich die Agios-Georgios-Bucht (Όρμος Αγίου Γεωργίου) im Westen und die beiden May-Inseln (Νησίδες Μάη) im Südwesten, die später wieder überflutet wurden. Der Ausbruch von 1925 bis 1928 aus dem Dafni-Krater (Κρατήρες Δάφνης) stellte die Verbindung von Nea Kameni zu Mikri Kameni her. Der sich nach Norden und Nordosten ausbreitende Dafni-Lavastrom (Λάβες Δάφνης) umschloss die kleinere Nachbarinsel und bildete dabei mit dieser die Erinia-Bucht im Norden der nun nur noch Nea Kameni genannten Vulkaninsel.

Die letzten größeren Vulkanausbrüche von Nea Kameni datieren in die Mitte des 20. Jahrhunderts. Von 1939 bis 1941 ergossen sich die Lavaströme Niki (Νίκη) nach Osten, Fouqué (Φουκέ) nach Norden sowie Ktenas (Κτενάς), Reck (Ρεκ) und Smith (Σμιθ) nach Westen und Südwesten, wobei sie die Agios-Georgios-Bucht ausfüllten. Im August 1940 bildete sich durch zwei phreatische Ausbrüche unterhalb des 127 Meter hohen Gipfels des 1866 entstandenen Georgios-Doms der zentrale Zwillingskrater mit seinen Fumarolen an der Ostseite. Östlich davon befindet sich der 1941 entstandene Niki-Dom. Ein kleinerer Ausbruch führte 1950 zur Bildung des Liatsikas-Doms (Λάβες Λιάτσικα) an der Südostseite des Gipfels. Seit dieser Zeit ist der Vulkan inaktiv, sieht man von den im oberen Zwillingskrater austretenden 75 bis 95 °C heißen Gasen ab, die aus Wasserdämpfen, Kohlendioxid und in äußerst geringen Mengen Schwefelwasserstoff, Kohlenmonoxid und Methan bestehen.

Ansichten von Nea Kameni
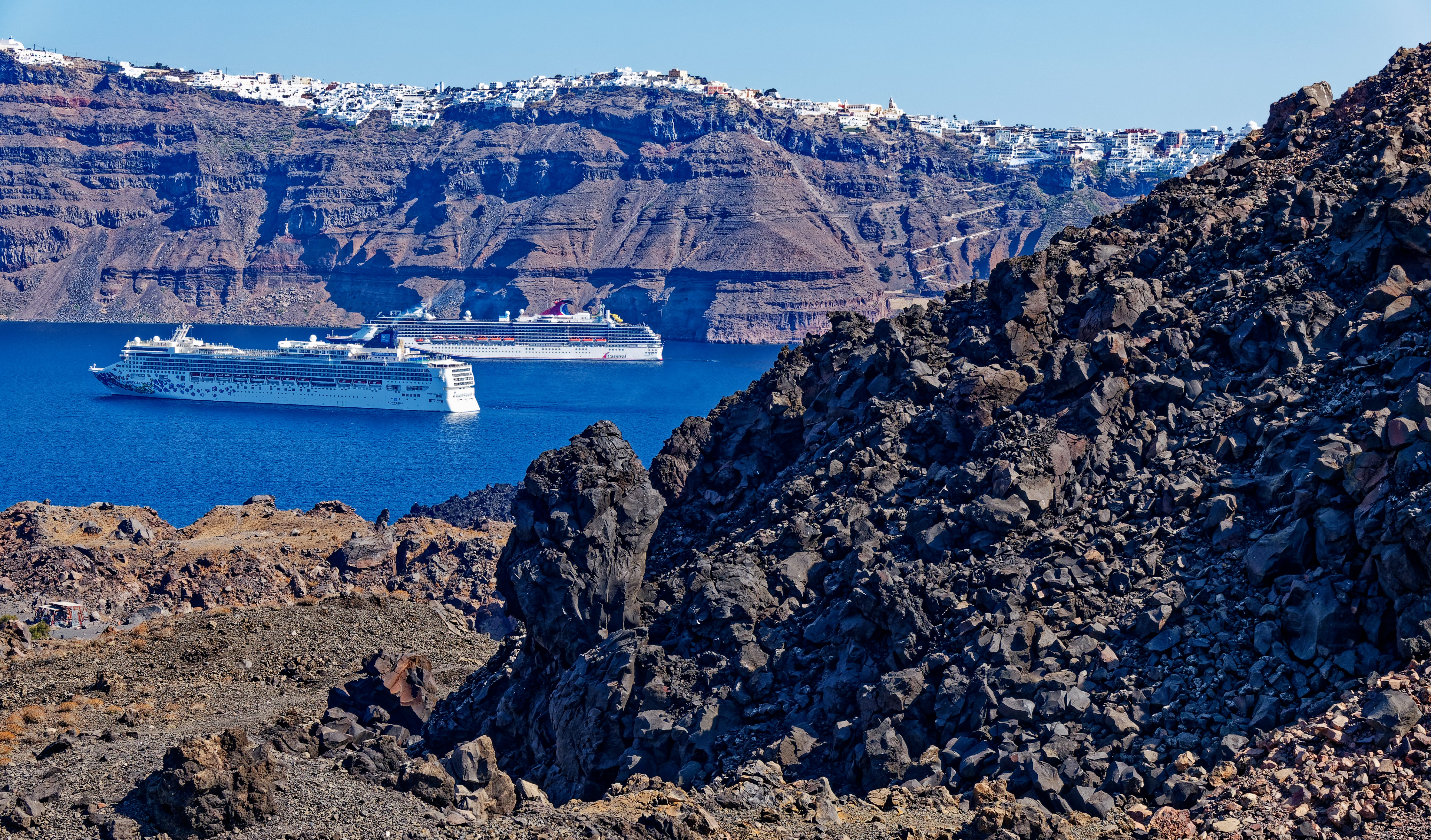
Blick über den Lavastrom in die Caldera
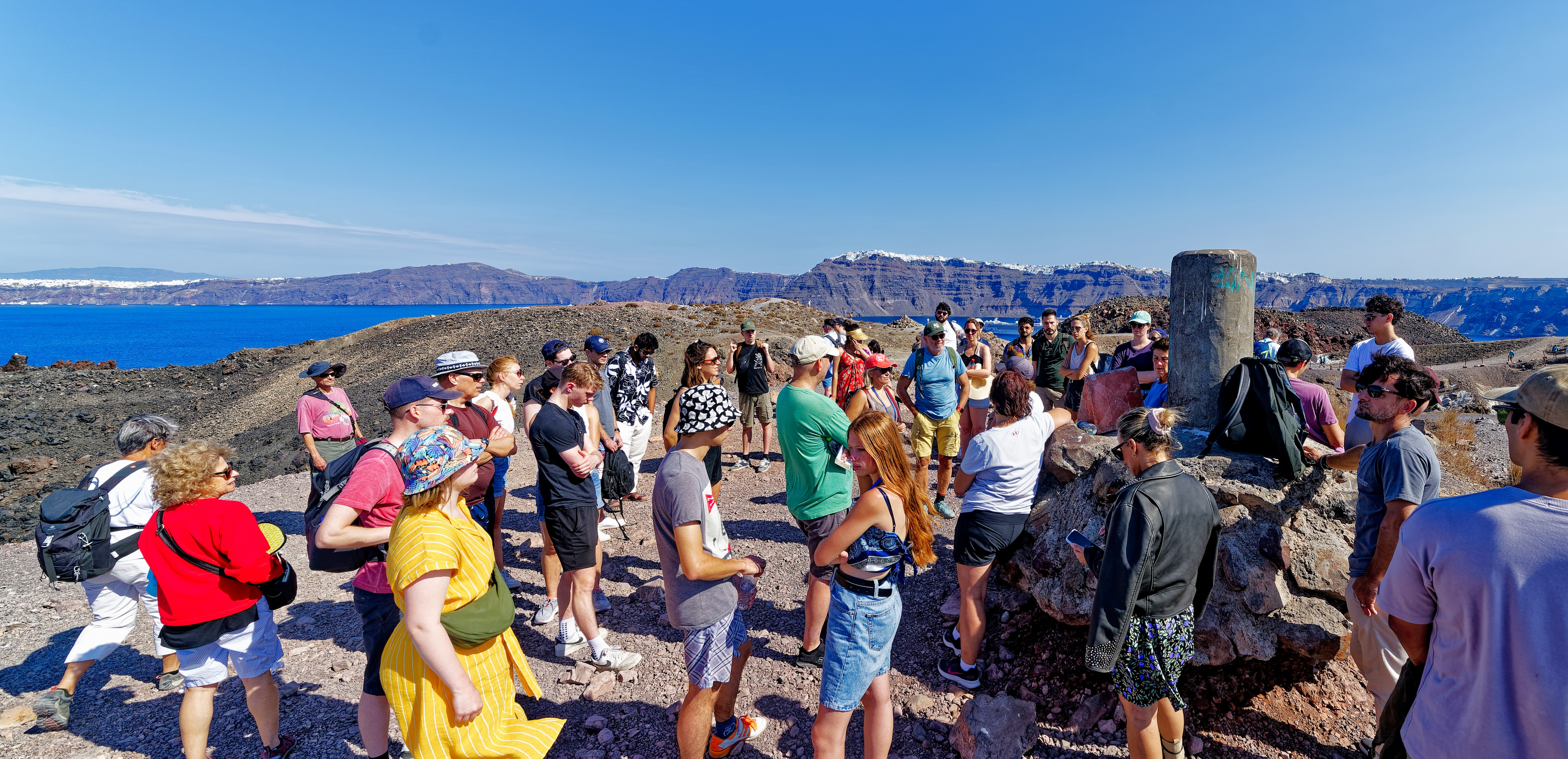
Touristen am höchsten Punkt der Insel
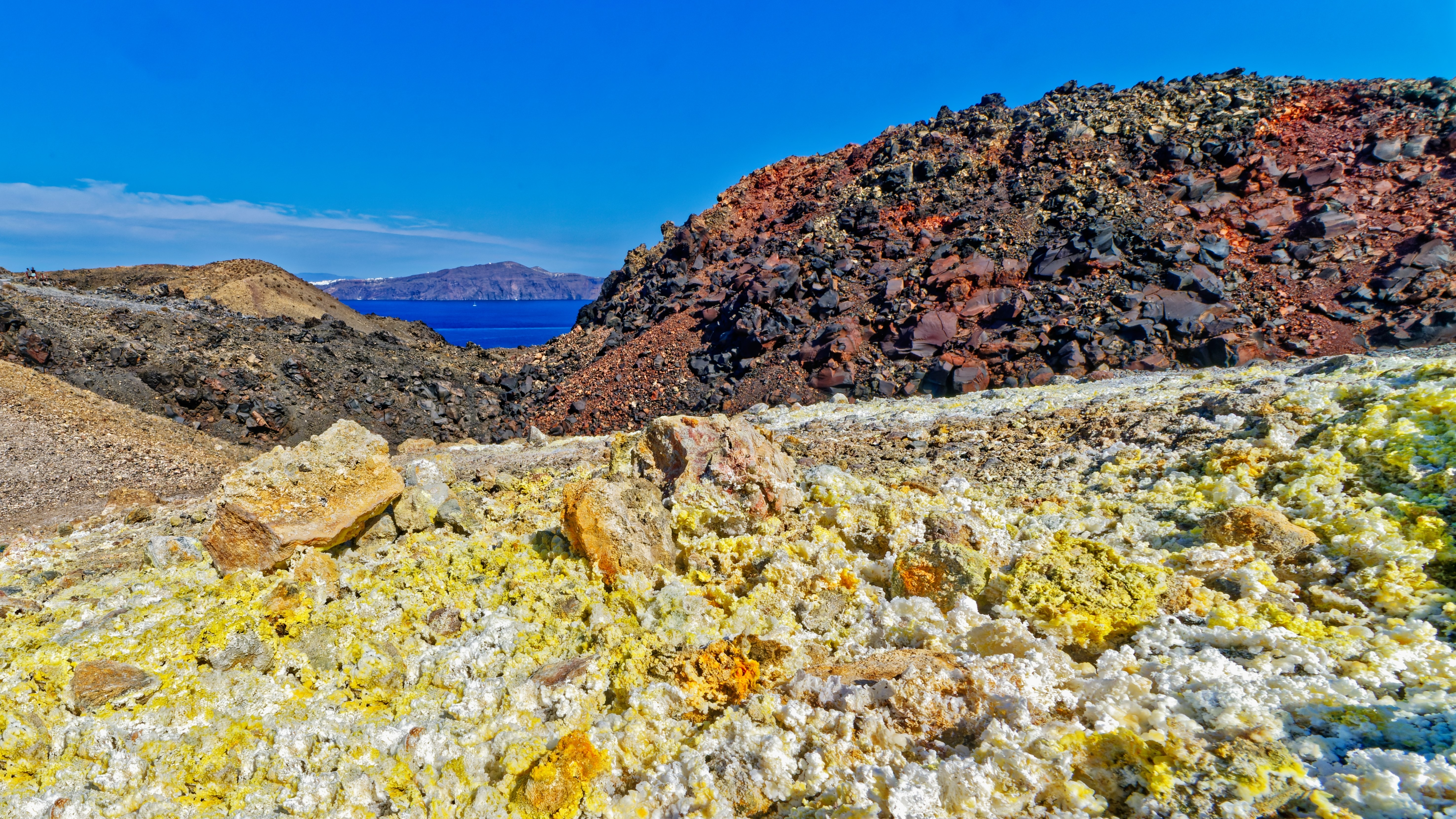
Schwefelablagerungen

## Flora
Besonders gut erforscht ist die Flora von Nea Kameni, sieben Sammelreisen seit 1911 erbrachten insgesamt 156 Arten von Farn- und Samenpflanzen. Durch Vulkanausbrüche in der ersten Hälfte des 20. Jahrhunderts wurden die Bestände mehrmals dezimiert. Die tatsächliche Artenzahl liegt bei 130 Arten (1987). Entsprechend der vulkanischen Aktivitäten des 20. Jahrhunderts haben sich an unterschiedlichen Standorten verschiedenartige Pflanzengesellschaften entwickelt. Die dauerhafte Zuwanderung von Arten und Entwicklung begleitet ein Verdrängungsprozess von Pionierpflanzen. Abgesehen von einigen Ficus-carica-Bäumen, welche die vulkanischen Aktivitäten des 20. Jahrhunderts überlebten, prägen dichte Horste von Hyparrhenia hirta und die einjährige Lupinus angustifolius die steppenähnliche Vegetation. Der Entwicklungsbeginn einer Strauchvegetation ist seit Mitte der 1980er Jahre zu beobachten. Etabliert hat sich Atriplex halimus, erste Sämlinge von Pistacia lentiscus wurden nachgewiesen.